# Michał Wołoszyn
 Michał Wołoszyn  (ur. 25 marca 1984 w Stalowej Woli) – polski koszykarz grający na pozycji niskiego lub silnego skrzydłowego. Przed sezonem 2014/2015 podpisał kontrakt z Jeziorem Tarnobrzeg, jednak w lipcu 2014 roku, z powodu problemów z formą fizyczną, postanowił zakończyć karierę koszykarską.
Michał Wołoszyn występował w swojej karierze także w młodzieżowej reprezentacji Polski. Jest bratem Bartłomieja Wołoszyna, który również jest koszykarzem i synem Bogusława Wołoszyna, który jest trenerem koszykarskim.

## Przebieg kariery
- 2001-2003: Stal Stalowa Wola
- 2003-2005: AZS Radom
- 2005-2008: Znicz Pruszków
- 2008-2010: Stal Stalowa Wola
- 2010-2011: Kotwica Kołobrzeg
- 2011-2014: MKS Dąbrowa Górnicza

## Osiągnięcia
Indywidualne
- I skład I ligi (2007, 2012, 2013)[3][4]
- Uczestnik meczu gwiazd I ligi (2007)[5]
- Lider PLK w skuteczności rzutów za 3 punkty (2010)[6]

## Statystyki

### Statystyki podczas występów w PLK
- Sezon 2009/2010 (Stal Stalowa Wola): 26 meczów (średnio 12,4 punktu oraz 2,6 zbiórki w ciągu 24,3 minuty)
- Sezon 2010/2011 (Kotwica Kołobrzeg): 14 meczów (średnio 7,7 punktu oraz 1,7 zbiórki w ciągu 19,2 minuty)

### Statystyki podczas występów w I lidze
- Sezon 2002/2003 (Stal Stalowa Wola): 18 meczów (średnio 3,5 punktu)
- Sezon 2004/2005 (AZS Radom): 22 mecze (średnio 12,7 punktu oraz 4,8 zbiórki w ciągu 27,9 minuty)
- Sezon 2005/2006 (Znicz Pruszków): 26 meczów (średnio 9,4 punktu oraz 4,1 zbiórki w ciągu 24 minut)
- Sezon 2006/2007 (Znicz Pruszków): 31 meczów (średnio 15,5 punktu oraz 4,4 zbiórki w ciągu 28 minut)
- Sezon 2007/2008 (Znicz Pruszków): 29 meczów (średnio 13,1 punktu oraz 4,9 zbiórki w ciągu 30,2 minuty)
- Sezon 2008/2009 (Stal Stalowa Wola): 39 meczów (średnio 9,4 punktu oraz 3 zbiórki w ciągu 23,1 minuty)

### Statystyki podczas występów w II lidze
- Sezon 2001/2002 (Stal Stalowa Wola): 6 meczów (średnio 2,7 punktu)
- Sezon 2003/2004 (AZS Radom): 37 meczów (średnio 11,2 punktu)